# Norrköpings kommunala affärsverk
Norrköpings kommunala affärsverk (NKA) var 1914–80 ett kommunalt affärsverk i Norrköpings kommun.
NKA bildades genom att den sedan 1851 befintliga gasverksrörelsen sammanslogs med elektricitetsverket och spårvägarna, vilka båda tillkommit 1904. Från 1949 ingick även busstrafik och från 1951 fjärrvärmerörelsen. År 1980 uppdelades NKA i Norrköpings Energiverk och Norrköpings Lokaltrafik.